# Aquarius (島みやえい子のアルバム)
『Aquarius』（アクエリアス）は、日本の女性歌手、島みやえい子の同人ミニアルバムである。2021年4月25日に発売された。

## 解説
- 前作『Perfect World』から約11年ぶりとなったミニアルバムで、20周年記念作品である。2021年1月、本人自身がアルバム発売の意思やタイトルをTwitterで発表した[3]。
- 本作は自主制作で、音系・メディアミックス同人即売会「M3-2021秋」にて限定販売された。2021年8月8日、雷レコードより『Aquarius+』というタイトルでSpotifyでストリーミング配信開始し、全世界でリリースされた[1][注 1]。『Aquarius+』は2019年にリリースされたシングル「Photon」の収録曲が収録されている。
- ジャケットは、札幌出身のアーティスト・真吏奈による描き下ろしイラストが使用されている。
- アルバムには、ミュージックビデオを含むDVDが付属している。「哀しきCubase」以外、すべてアニメーションとなっている。

## 楽曲解説
Aquarius
タイトル曲。
この曲に関しては、「優雅で力強く、新しい「風の時代」を歌っいます」とコメントした
覚醒都市
新居昭乃のカヴァー。同じくQuadrifoglioのメンバー、Makouが編曲を担当。
本人曰く「この曲は、昔から大好きで、CDに入れさせてもらえた事を、昭乃ファンの一人としてこのうえない喜びを感じています」とのこと。
牧場
本人が作詞・作曲を担当したナンバー。
本人曰く「のどかなタイトルとは裏腹な、島みやえい子っぽい歌です」とのこと。
哀しきCubase
この曲は本人出演のミュージックビデオが制作され、付属DVDに収録されている。
MVには本人の娘たちも出演している。
本人は「ちょうどCubaseと格闘していた時期だったので、そのストレスを歌詞にぶつけたら、案外良い歌になってしまいました」とコメントした。
Sweet Dragon
2013年末ののコミックマーケット85・ビジュアルアーツブースにて販売されたアルバム『EIKO SHIMAMIYA PRODUCE 5TEARS Vol.3 ～Sweet Dragon～』に収録されていた楽曲。
本人曰く「SHINKAIさんの作ったルートに、recしながらメロを紡ぐという、神がかった作り方をしました。この時代に落とされた歌だと自負しています」とのこと。
bouquet
I'veの高瀬一矢が作・編曲したナンバー。
この曲は「黒蝶のサイケデリカ」以来、約6年ぶりのI'veによる提供楽曲となった。
本人この曲については「20年前、初めてI'veにオーディションに行った時に聴いた高瀬さんの曲。キラキラが身体中を駆け巡った記憶が、今蘇っています。記念CD「Aquarius」の中の一曲として、高瀬一矢さんに書き下ろしていただきました。この心弾むような曲に「bouquet(ブーケ)」というタイトルをつけました」「曲の雰囲気を感じながら歌詞を書いてみると、すべての人への応援歌になっていました。何度聴いても胸が熱くなります。ぜひ聴いて欲しいです」とコメントした。
ペロペロキャンディーの歌
10歳の時に作った楽曲。
本人は、20歳のファーストライブでで披露した音源が録音されたカセットテープを見つけ出し、CDに収録することにした。

## 収録内容
| 全作詞: 島みやえい子（#2を除く）、新居昭乃（#2）。 |                                                |                                            |                |                |      |
| #                                                  | タイトル                                       | 作詞                                       | 作曲           | 編曲           | 時間 |
| 1.                                                 | 「Aquarius」                                   | 島みやえい子（#2を除く）、 新居昭乃 （#2） | SHINKAI        | SHINKAI        | 5:14 |
| 2.                                                 | 「覚醒都市」                                   | 新居昭乃                                   | 新居昭乃       | Makou          | 6:05 |
| 3.                                                 | 「牧場」                                       | 島みやえい子（#2を除く）、 新居昭乃 （#2） | 島みやえい子   | 塚原義弘       | 5:24 |
| 4.                                                 | 「哀しきCubase」                               | 島みやえい子（#2を除く）、 新居昭乃 （#2） | トミタショウゴ | トミタショウゴ | 4:39 |
| 5.                                                 | 「Sweet Dragon」                               | 島みやえい子（#2を除く）、 新居昭乃 （#2） | SHINKAI        | SHINKAI        | 4:54 |
| 6.                                                 | 「bouquet」                                    | 島みやえい子（#2を除く）、 新居昭乃 （#2） | 高瀬一矢       | 高瀬一矢       | 4:53 |
| 7.                                                 | 「ペロペロキャンディーの歌」(ボーナストラック) | 島みやえい子（#2を除く）、 新居昭乃 （#2） | 島みやえい子   |                | 1:36 |
| 合計時間:                                          | 合計時間:                                      | 合計時間:                                  | 合計時間:      | 32:45          |      |

| #  | タイトル         | 作詞 | 作曲・編曲 | 監督                                |
| -- | ---------------- | ---- | ---------- | ----------------------------------- |
| 1. | 「Photon」       |      |            | いがらしなおみ                      |
| 2. | 「Sweet Dragon」 |      |            | 奏音69                              |
| 3. | 「牧場」         |      |            | 塚原義弘                            |
| 4. | 「bouquet」      |      |            | むらしん                            |
| 5. | 「哀しきCubase」 |      |            | 猪俣光章・杉岡龍之介（株式会社nice) |

| 全作詞: 島みやえい子（#2を除く）、新居昭乃（#2）。 |                  |                                          |                     |                |      |
| #                                                  | タイトル         | 作詞                                     | 作曲                | 編曲           | 時間 |
| 1.                                                 | 「Aquarius」     | 島みやえい子（#2を除く）、新居昭乃（#2） | SHINKAI             | SHINKAI        | 5:14 |
| 2.                                                 | 「覚醒都市」     | 新居昭乃                                 | 新居昭乃            | Makou          | 6:05 |
| 3.                                                 | 「牧場」         | 島みやえい子（#2を除く）、新居昭乃（#2） | 島みやえい子        | 塚原義弘       | 5:24 |
| 4.                                                 | 「哀しきCubase」 | 島みやえい子（#2を除く）、新居昭乃（#2） | トミタショウゴ      | トミタショウゴ | 4:39 |
| 5.                                                 | 「Sweet Dragon」 | 島みやえい子（#2を除く）、新居昭乃（#2） | SHINKAI             | SHINKAI        | 4:54 |
| 6.                                                 | 「bouquet」      | 島みやえい子（#2を除く）、新居昭乃（#2） | 高瀬一矢            | 高瀬一矢       | 4:53 |
| 7.                                                 | 「Photon」       | 島みやえい子（#2を除く）、新居昭乃（#2） | 島みやえい子        | 塚原義弘       | 5:23 |
| 8.                                                 | 「やさしい歌」   | 島みやえい子（#2を除く）、新居昭乃（#2） | 斎藤洸              | Makou          | 4:52 |
| 9.                                                 | 「胎内記憶」     | 島みやえい子（#2を除く）、新居昭乃（#2） | Makou・島みやえい子 | Makou          | 4:04 |
| 合計時間:                                          | 合計時間:        | 合計時間:                                | 合計時間:           | 45:28          |      |

## 参加ミュージシャン
| - Mixing：古島知久 (#1) - Bass：大西慶人 (#3) - Guitar：トミタショウゴ(#4) |